# Гайд-парк

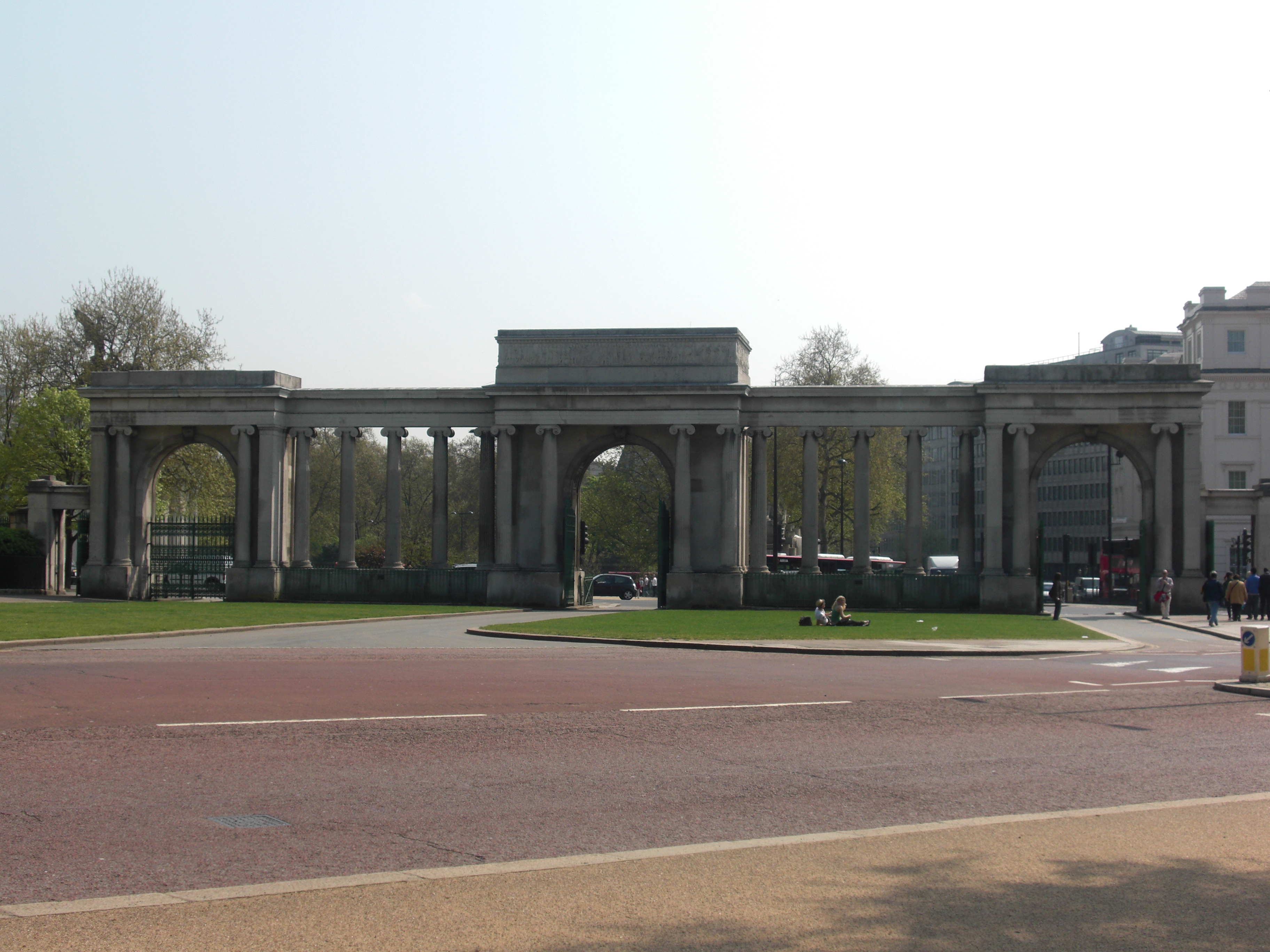
Вход в парк

Гайд-парк (англ. Hyde Park) — королевский парк площадью 1,4 км² в центре Лондона. С запада к нему примыкают Кенсингтонские сады. Традиционное место политических митингов, празднеств и гуляний.

## История
Гайд-парк, получивший название от древней единицы измерения площади, существовал ещё до нормандского завоевания, тогда, а также во время и после завоевания вплоть до царствования Генриха VIII он принадлежал Вестминстерскому аббатству. С началом роспуска монастырей (1536) Генрих VIII изъял его в казну, чтобы использовать для собственных охотничьих увеселений. При Якове I парк был открыт для публики, а при Карле II стал излюбленным местом отдыха лондонцев.
Главная достопримечательность парка — озеро Серпентайн, в котором разрешено купаться, а также одноимённая галерея. В юго-восточном углу парка расположены Эпсли-хаус, в котором помещается музей герцога Веллингтона (The Wellington Museum), и арка Веллингтона. Эти объекты построены в память о том, что в 1815 году в Гайд-парке проходил исторический парад, посвящённый победе Веллингтона над Наполеоном. В 1822 году в честь герцога в Гайд-парке была установлена огромная статуя Ахилла работы скульптора сэра Ричарда Уэстмакотта. Это было первое в британской столице скульптурное изображение полностью обнажённого человека. Даже дополненное бронзовым фиговым листом, прикрывающим его гениталии, оно вызвало бурю негодования горожан.

Статуя Ахилла, посвящённая победе герцога Веллингтона над Наполеоном в Гайд-парке работы скульптора Р. Уэстмакотта (старшего)

Королева Виктория избрала Гайд-парк местом проведения первой в истории Всемирной выставки 1851 года, для которой в парке было воздвигнуто «новое чудо света» — Хрустальный дворец (не сохранился). В 1889 году в Гайд-парке был снят короткометражный фильм «Неторопливые пешеходы, омнибусы с открытым верхом и кэбы со скачущими лошадьми».
В 2012 году во время Олимпийских игр в Лондоне в Гайд-парке проходили соревнования по триатлону, а также заплывы на 10 км на открытой воде.
17 июля 2012 года в парке выступала Мадонна в рамках The MDNA Tour, на концерте присутствовали около 55000 зрителей.
6 и 13 июля 2013 года в парке выступали The Rolling Stones.
27 июня 2015 года в Гайд-парке состоялся концерт американской певицы Тейлор Свифт.
В 2018 году группа The Cure, одна из определяющих рок-групп в истории музыки, отметила своё сорокалетие концертом в парке. Концерт носил название «The Cure — Anniversary 1978—2018 Live in Hyde Park London».

## Уголок ораторов

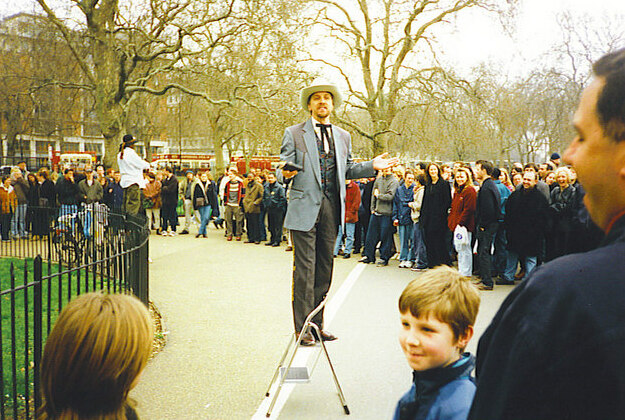
«Уголок оратора». Религиозный проповедник

За пределами Англии Гайд-парк известен прежде всего тем, что тут находится «Уголок оратора» (англ. Speakers' Corner), где может выступить с речью любой человек. Здесь традиционно оттачивают своё красноречие разного рода ораторы и проповедники. Поэтому Гайд-парк стал синонимом места, где можно свободно провозглашать и отстаивать любые идеи. Во времена перестройки «гайд-парками» в городах СССР стали называть места собраний (обычно на открытом воздухе) представителей разных политических и философских течений с целью пропаганды своих взглядов.

## Памятники

### Памятник животным, служившим на войне
В 2004 году в восточной части Гайд-парка открылся монумент, посвящённый памяти животных, служивших на войне.
Он представляет собой стену, на поверхности которой присутствует барельеф, изображающий животных, которых люди на протяжении многовековой истории задействовали в своих войнах. В середине стены имеется проход, перед которым находятся скульптуры двух тяжело нагруженных мулов. Они как бы идут через брешь в стене вперёд, в сторону фронта.
На стене присутствуют две надписи. Первая гласит: «Этот монумент посвящён всем животным в британских и союзнических войсках, которые служили и погибли в войнах и конфликтах во все времена», вторая, находящаяся чуть ниже: «У них не было выбора».
В 2015—2016 годах у Камберлендских ворот, в северо-восточной части парка, выставлялась 11-метровая скульптура российского скульптора Даши Намдакова «Хранительница». Монумент был установлен галереей Хальсион при поддержке Вестминстерского совета.
|                  |  |                                    |  |                              |
| Озеро Серпентайн |  | Гайд-парк с высоты птичьего полёта |  | Прогулочная аллея Роттен-Роу |